# المجلس القومي لمكافحة الإرهاب والتطرف (مصر)
المجلس القومي لمكافحة الإرهاب والتطرف تم إنشاؤه بقرار جمهوري من الرئيس عبد الفتاح السيسي، رقم 355 لسنة 2017، والذي يهدف إلى حشد الطاقات المؤسسية والمجتمعية للحد من مسببات الإرهاب ومعالجة آثاره.

## مهام المجلس

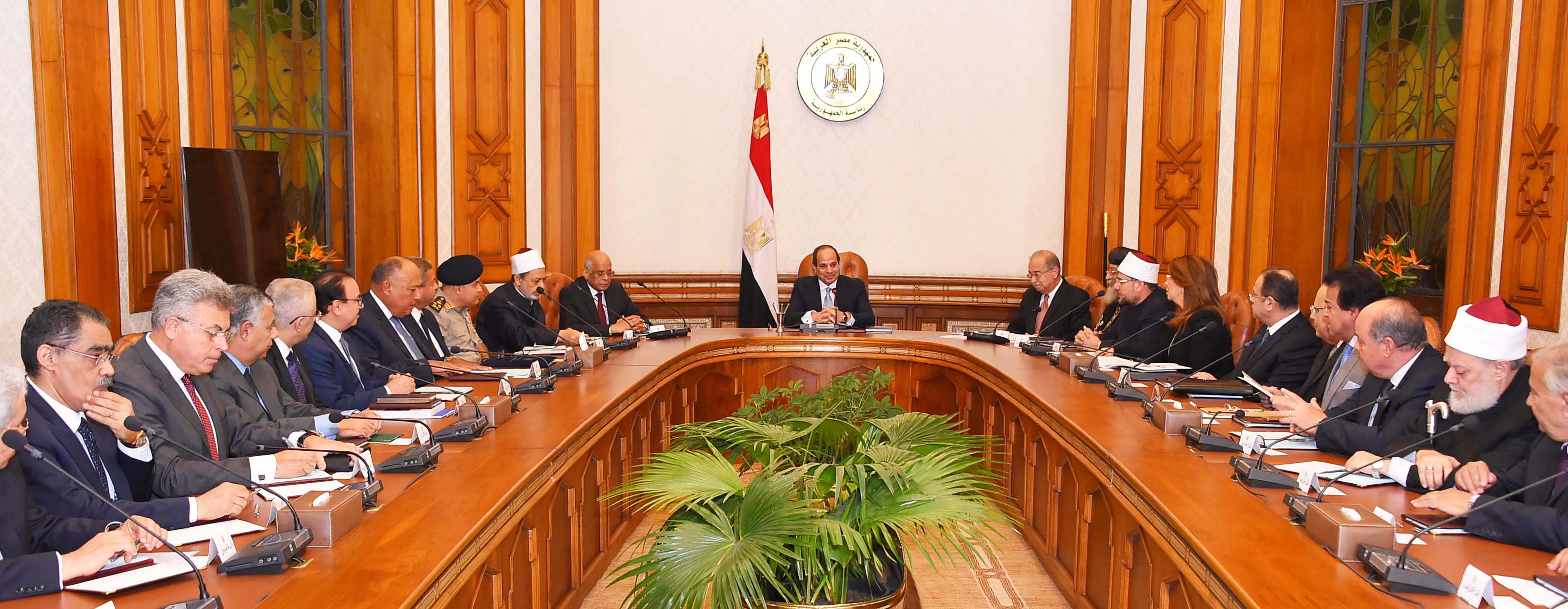
الاجتماع الأول للمجلس القومي لمكافحة الإرهاب والتطرف

8 مهام يقوم على تنفيذها المجلس القومي لمكافحة الإرهاب، وجاءت كالتالي:
1. إقرار إستراتيجية وطنية شاملة لمواجهة الإرهاب والتطرف داخليا وخارجيا، وإقرار سياسات وخط وبرامج جميع أجهزة الدولة المعنية بما يحدد دورها وإلزامها بإجراءات الواجب اتخاذها لتكامل التنسيق معها وفق جداول زمنية محددة ومتابعة تنفقيذذ هذه الاستراتيجية.
2. التنسيق مع المؤسسات الدينية والأجهزة الأمنية لتمكين الخطاب الديني الوسطي المعتدل ونشر مفاهيم الدين الصحيح بالمجتمع في مواجهة خطاب التشدد بكافة صوره.
3. وضع الخطط اللازمة لإتاحة فرص عمل بمناطق التطرف وإنشاء مناطق صناعية بها ودراسة منح قروض ميسرة لمن يثبت من خلال المتابعة إقلاعه عن الفكر المتطرف، ومتابعة تطوير المناطق العشوائية ومنح أولوية للمناطق التي يثبت انتشار التطرف بها بالتنسيق مع مؤسسات الدولة المختلفة.
4. دراسة أحكام التشريعات المتعلقة بمواجهة الإرهاب داخليا وخارجيا، واقتراح تعديل التشريعات القائمة لمواجهة أوجه القصور في الإجراءات وصولا إلى العدالة الناجزة لتذليل المعوقات القانونية.
5. الارتقاء بمنظومة التنسيق والتعاون بين كافة الأجهزة الأمنية والسياسية مع المجتمع الى خاصة دول الجوار والعمق الأمني والسعي لإنشاء كيان إقليمي خاص بين مصر والدول العربية يتولى التنسيق مع الأجهزة الأمنية المعنية بمكافحة الإرهاب والجريمة المنظمة وتنسيق المواقف العربية تجاه قضايا الإرهاب من خلال تشريعات وآليات إعلامية موحدة لمواجهة التطرف والإرهاب.
6. إقرار الخطط اللازمة لتعريف المجتمع الدولي بحقيقة التنظيم الإرهابي ودور الدول والمنظمات والحرمات الداعمة للإرهاب ضد الدولة المصرية، والعمل على اتخاذ الإجراءات القانونية اللازمة ضد الأجهزة والدول الداعمة للإرهاب ضد الدولة المصرية وتجاه القنوات المعادية التي تبث من خارج البلاد.
7. تحديد محاور التطوير المطلوب تضمنيها بالمناهج الدراسية بمختلف المراحل التعليمية بما يدعم مبدأ المواطنة مقبول الآخر ونبذ العنق والتطرف.
8. متابعة تنفيذ إجراءات التحفظ على أموال لكيانات الإرهابية والإرهابيين ورصد التحويلات المالية للعناصر والتنظيمات الإرهابية ووضع الإجراءات اللازمة لتكثيف جهود الجهات المختصة تجفيفا لمصادر تمويل التطرف والإرهاب.

## تشكيل المجلس
برئاسة رئيس الجمهورية، وعضوية كل من:
| - رئيس مجلس النواب - رئيس مجلس الوزراء - شيخ الأزهر - بابا الإسكندرية - وزير الدفاع - وزير الأوقاف - وزير الشباب والرياضة - وزير التضامن الاجتماعي - وزير الخارجية - وزير الداخلية - وزير الاتصالات وتكنولوجيا المعلومات - وزير العدل - وزير التربية والتعليم - وزير التعليم العالي - رئيس جهاز المخابرات العامة | - رئيس هيئة الرقابة الإدارية - الدكتور علي جمعة - الشاعر فاروق جويدة - الدكتور عبد المنعم السعيد - الدكتور محمد صابر عرب - الدكتور أحمد عكاشة - محمد رجائي عطية - فؤاد علام - الفنان محمد صبحي - ضياء رشوان - الدكتور أسامة الأزهري - الدكتورة هدي عبد المنعم - هاني لبيب تادرس - خالد عكاشة |

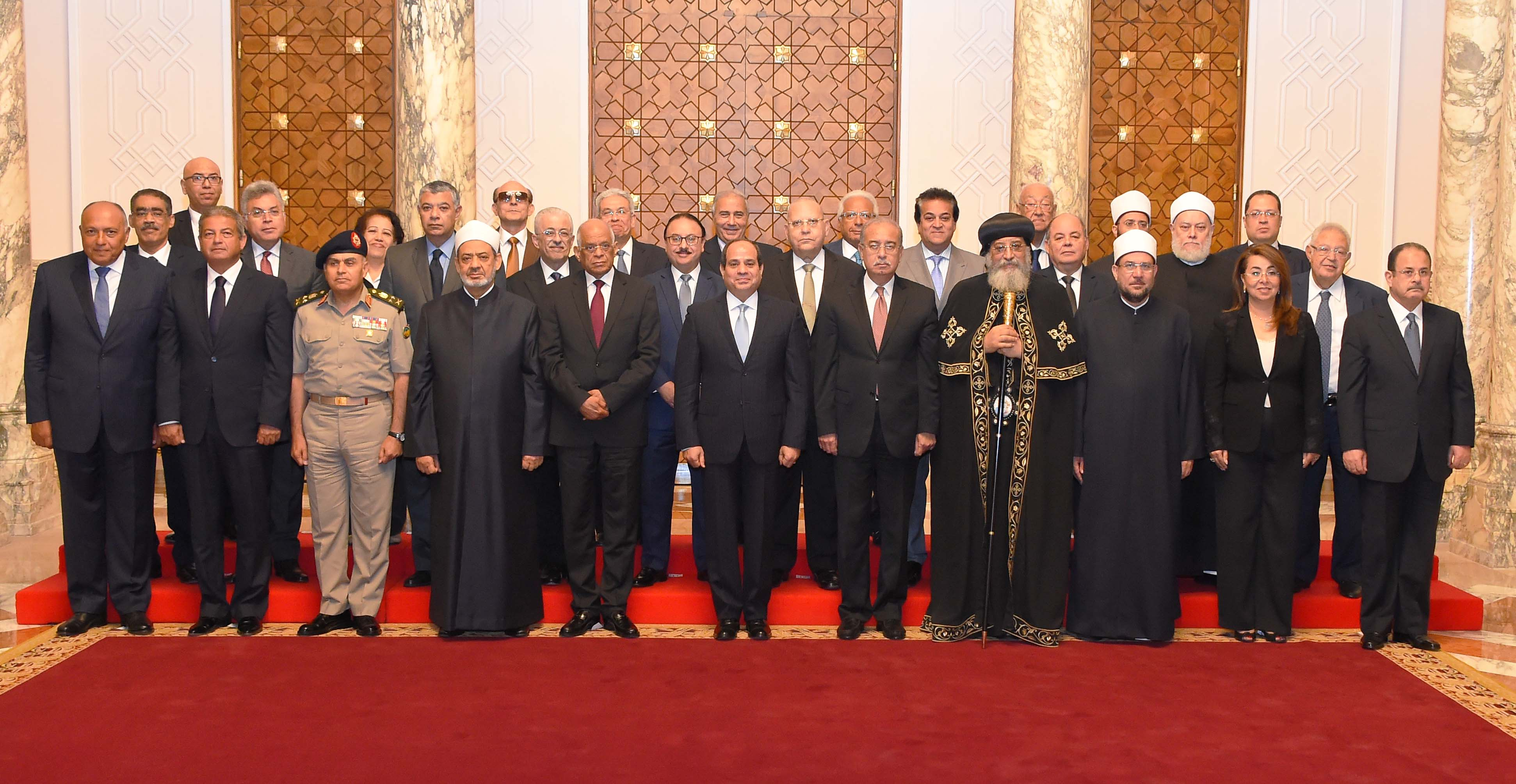
أعضاء المجلس القومي لمكافحة الإرهاب والتطرف